# Porte-à-flot

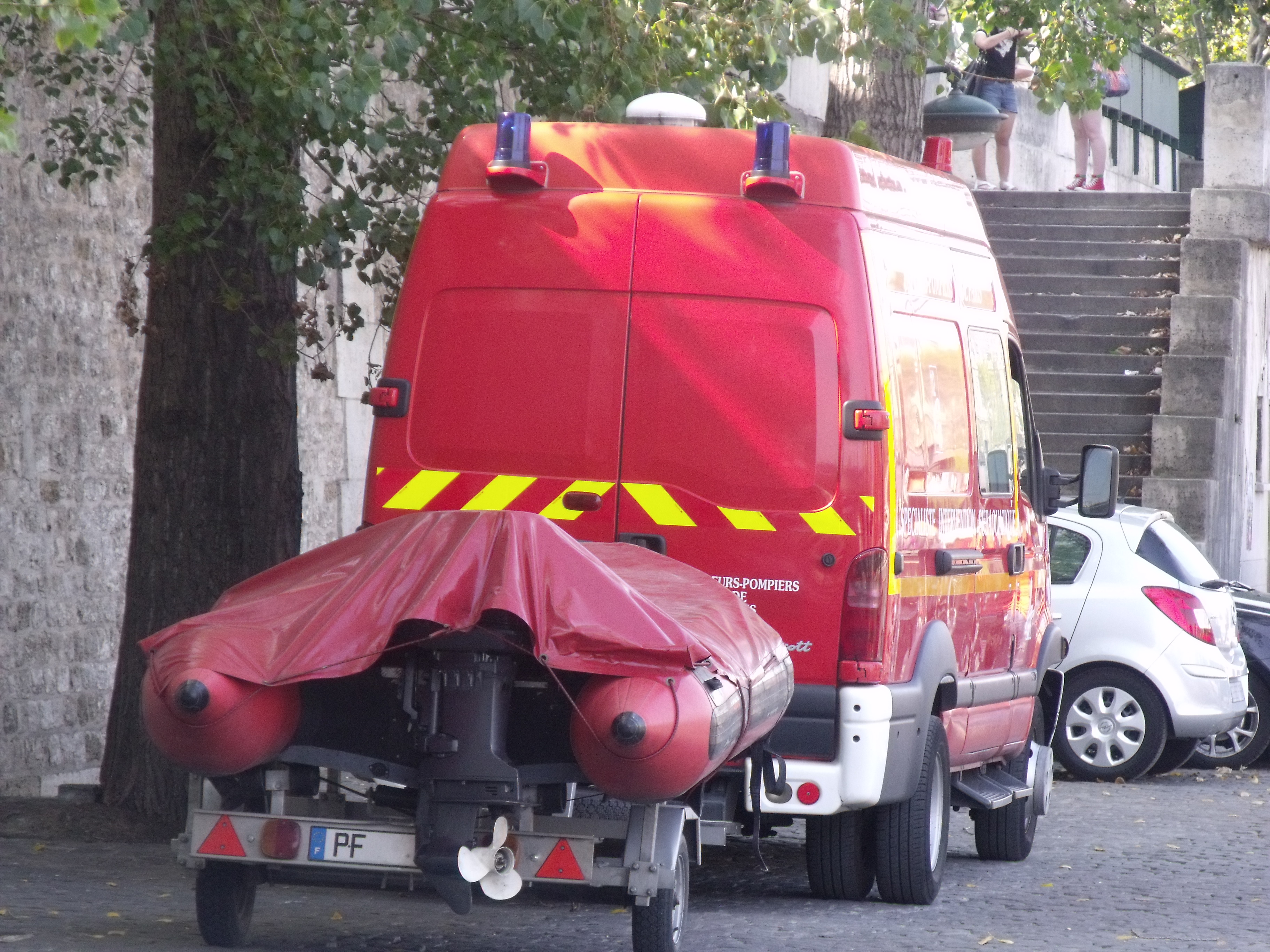
Renault Mascott des plongeurs des pompiers de Paris et son canot Sillinger sur une remorque porte-à-flot

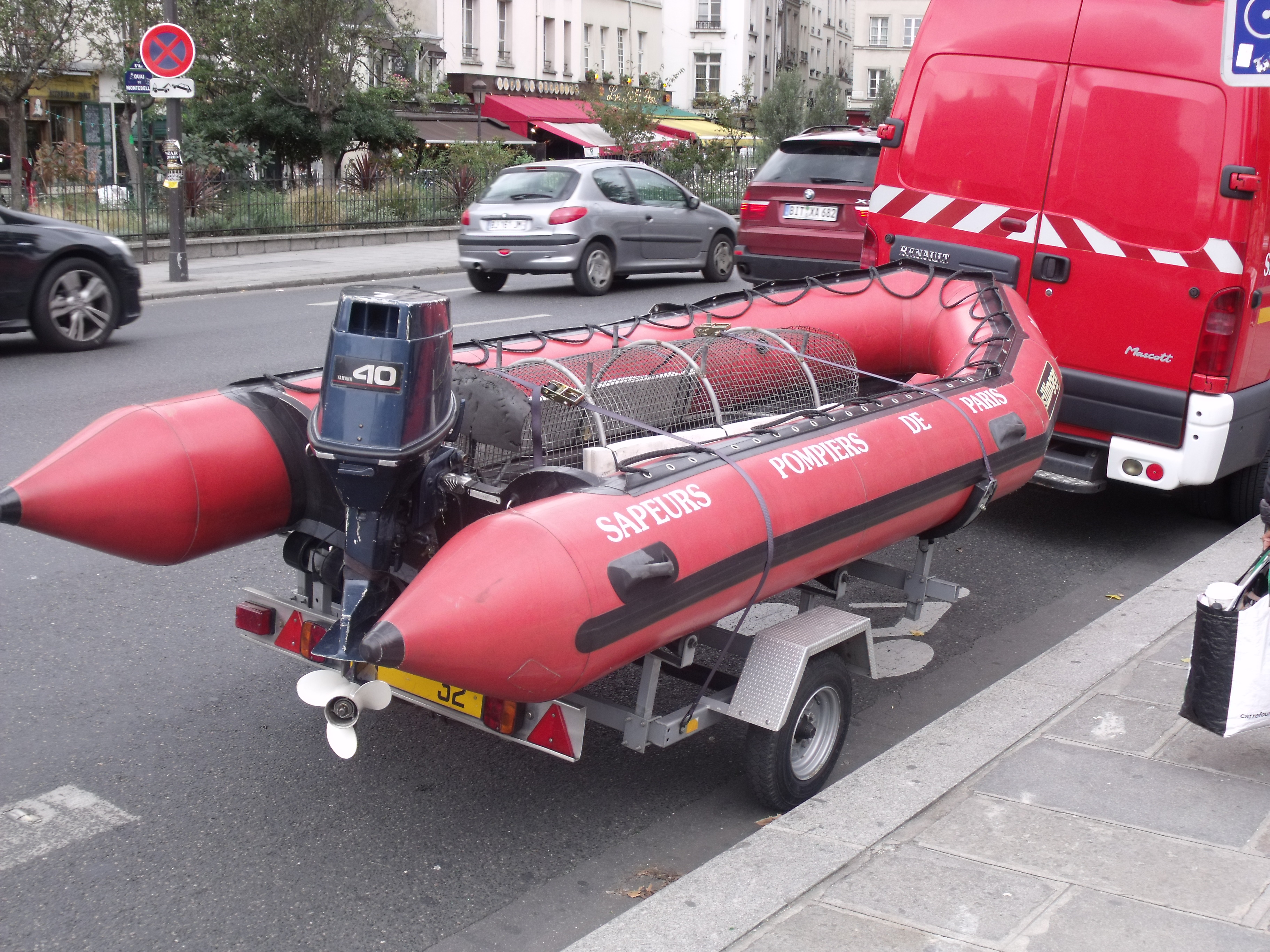
Canot de sauvetage léger CSL24 sur un porte-à-flot

Le porte-à-flot est une remorque tractée par certains agrès de la brigade de sapeurs-pompiers de Paris.

## Description
Cette remorque destinée au transport terrestre des canots de sauvetage léger est de construction métallique. Elle dispose de deux roues montées sur un essieu. Celles-ci ne sont pas motorisées.
Sur la partie supérieure, le porte-à-flot dispose d'un système de roulement et de moyens permettant la fixation du canot.

## Utilisation
Comme son nom l'indique le porte-à-flot a pour rôle de permettre la mise à l'eau, via un plan incliné, de son canot, grâce à la force motrice de son véhicule tracteur. Une fois le canot à l'eau, il est détaché du porte-à-flot. 
La manœuvre est inversée pour permettre son chargement après mission.
Cette remorque permet aux sapeurs-pompiers parisiens d'utiliser leurs canots y compris lorsque leur centre de secours est éloigné de la Seine ou de tout autre cours d'eau francilien. Ils peuvent ainsi rejoindre un quai disposant d'un plan incliné.

## Remarques
Les porte-à-flot sont désignés PF dans la nomenclature de la Brigade de sapeurs-pompiers de Paris (BSPP). Ces lettres sont reportés sur leur plaque d'immatriculation.
Le porte-à-flot ne doit pas être confondu avec la plate-forme de remorquage qui peut parfois remorquer des ESAV comme lors du défilé militaire du 14 juillet 2012.